# Unknown (テレビドラマ)
『unknown』（アンノウン）は、2023年4月18日から6月13日まで、テレビ朝日系「火曜9時枠の連続ドラマ」にて放送されたテレビドラマ。主演は高畑充希と田中圭。
愛を誓い合った雑誌記者と警察官のカップルと、近隣の町で発生した連続猟奇殺人の謎とが複雑に絡み合うサスペンスドラマ。
2018年4月期に同局で放送された『おっさんずラブ』の制作陣が再集結して制作された。

## あらすじ
雑誌記者の闇原こころと交番勤務の警察官・朝田虎松は互いに愛し合っていたものの、こころは自分が吸血鬼であることを、虎松は自分が20年前に発生した一家惨殺事件の容疑者の息子であることをそれぞれ言い出せずにいた。そんな中、都内で遺体から血液が抜かれる連続猟奇殺人事件が発生し、虎松は捜査へ動員される。連続殺人を予告する落書きを描いた容疑で高校生五十嵐大五郎が連行されるが、第4の殺人事件の当日にアリバイがあることが判明、釈放されて実家のクリーニング店に帰宅すると、母親の五十嵐まつりが第5の殺人の犠牲者として発見される。
親しい知り合いの死に、虎松はこころとの結婚式の延期を考えるが、こころの同僚のカメラマン加賀美圭介の励ましを受け、予定通り結婚式を執り行う。式の合間、虎松からメールで裏庭に呼び出されたこころは何者かにスタンガンで襲撃され意識を失う。雨の降りしきる裏庭で意識を取り戻すと、血まみれのウェディングドレスにアイスピックを握りしめるこころの傍らに、20年間消息不明であった虎松の実父で一家惨殺事件の容疑者である一条彪牙の刺殺体が横たわっていた。
こころは一条殺害の容疑で逮捕され、捜査一課未解決事件捜査班の刑事・暁凛から取り調べを受けるが、虎松が実父の一条を殺害したのではないかとの疑いから口をつぐむ。一方虎松もこころが父の一条を殺害したのではないかと疑念を抱き、嫌疑不十分で釈放されたこころに問いかける。虎松がこころを式の合間に呼び出していないことを確認した直後、二人の背後に虎松の先輩警官世々塚幸雄が高所から転落し、「犯人は吸血鬼を狙っている」と言い残し絶命する。世々塚の家を捜索した虎松と、こころの弟で捜査一課の刑事である闇原漣は、彼が吸血鬼であることを告白した書き置きを発見する。また、こころの母でニュースキャスターの闇原伊織が独自に取材し、世々塚を含む連続殺人事件の被害者は全員吸血鬼であったことが判明する。
世々塚の死亡現場から逃亡していたこころは、その場に現れた加賀美の手引きで人気のない場所に車で連れていかれ、彼が幼少期を過ごした「まほろば太陽園」の跡地に到着する。加賀美はこころに、自分が連続猟奇殺人の犯人であると明かし、人を殺害する悪い吸血鬼は殺さなければいけないとこころに襲い掛かり、アイスピックで刺し殺そうとするが、吐血してその場に倒れ込み、難を逃れる。同じころ、こころの実家に現れた梅ばあこと元駄菓子屋店主の今福梅は、伊織を鉄棒で襲撃するも、こころの父である闇原海造に取り押さえられ、警察に連行される。梅ばあは自分が連続猟奇殺人の犯人だと捜査一課の南十字初に主張するが、嫌疑不十分で釈放される。
梅ばあは実は「まほろば太陽園」の職員だったころに幼少期の加賀美に、方便で彼の両親が吸血鬼に殺されたと嘘をついたことが原因で、彼を吸血鬼を憎むべき存在と信じて疑わない青年にしてしまい、こころを殺害しようとした際に虎松の父も殺めてしまったとこころたちに告白する。梅ばあはこころと逃走中の加賀美に差し入れた毒入りコロッケで彼を殺害し、彼の名誉のために自分が連続猟奇殺人の犯人になろうとしていたのだ。
搬送された病院のICUから抜け出した加賀美はこころに「いまから殺しに行ってもいい？」と電話をかけてきたことから、こころは彼を実家でのディナーに招待する。加賀美はこころや虎松に、5年前に吸血鬼であることを明かした友人の萩野和哉を殺害したのを皮切りに、両親を殺害した吸血鬼を知らないかと問いかけ、次々と吸血鬼を殺害したことを明かす。するとその場に梅ばあが現れ、加賀美の両親は吸血鬼ではなく、幼い加賀美が何も知らず紅茶に入れた、刻んだすずらんの毒で亡くなった真実を打ち明けられる。これまで吸血鬼を悪の存在と信じ殺害した意義を根底から覆され、両親を自分が殺害した罪の意識から加賀美は森に逃げ出し、アイスピックで自殺を図ろうとするが、こころに制止され一度は自殺を思い留まる。しかし拳銃を構えた虎松が現れたことから、彼の銃弾により殺害されようとこころを襲うふりをしたため、一発の銃声が森に鳴り響く。
数日後、朝の情報番組では加賀美が連続殺人犯として逮捕されたことが報道され、梅ばあは彼が拘留されている東京拘置所を訪れるが、面会を拒否されたと外で待っていた大五郎に報告する。こころと虎松は、互いのことをどれだけ知っているのだろうかと語り合い、こころは自分が吸血鬼でも愛してくれるかと虎松に問いかけ、彼はこころがどんな存在であろうとも愛し続けると答える。こころは自分も虎松を愛し続けると答え、二人は口づけを交わし抱擁する。

## キャスト

### 主要人物
闇原こころ（やみはら こころ） → 朝田こころ（あさだ こころ）〈30〉
演 - 高畑充希（幼少期：沢田優乃、学生時代：五藤希愛）
週刊誌『週刊熱波』のエース記者。吸血鬼。
日光、ニンニク、十字架に弱いが怪力。
朝田虎松（あさだ とらまつ）〈35〉
演 - 田中圭（幼少期：平野絢規、中学時代：坂元愛登）
春陽三丁目交番勤務の警察官。バツイチ。
一家惨殺事件の犯人の息子で第一発見者。旧姓：一条。朝田は母方の姓。

### 闇原家
こころの家族。吸血鬼一家。
闇原漣（やみはら れん）〈26〉
演 - 井上祐貴（第2話 - 最終話）
こころの弟。本庁捜査一課の根暗で超偏食な刑事。
連続猟奇殺人事件の解決後、春陽三丁目交番に一人だけとなった虎松を心配し、志願して交番勤務に異動する。
闇原海造（やみはら かいぞう）〈59 → 60〉
演 - 吉田鋼太郎
こころの父。ナイトドクター。
こころの書いた記事や伊織のニュース番組をアーカイブしている。
闇原伊織（やみはら いおり）〈55〉
演 - 麻生久美子
こころの母。国民的ニュースキャスター深森伊織。
独自に取材を行い、連続殺人の被害者が全員吸血鬼であった証拠を突き止める。
連続猟奇殺人事件の解決後、朝の情報番組『モーニング8』の司会者に転身している。

### 春雨出版
こころが働く出版社。
加賀美圭介（かがみ けいすけ）〈30〉
演 - 町田啓太（幼少期：岩川晴）
『週刊熱波』のカメラマン。こころの同僚。コロッケが好物。
幼いころに両親を亡くし、「まほろば太陽園」という児童養護施設で高校を出るまで育った。
「まほろば太陽園」で幼いころに読んだ絵本の内容に捉われ、当時施設の職員だった梅ばあから両親は吸血鬼に殺されたと嘘をつかれたことも影響し、吸血鬼は殺さなければならない悪の存在と信じて疑わずに育ち、吸血鬼を標的に連続殺人事件を起こしていた。
曽我眞一（そが しんいち）〈58〉
演 - 石川禅
『週刊熱波』の編集長。オカルト好きで、一連の連続猟奇殺人の犯人は吸血鬼ではないかと煽る記事の編集をこころに指示する。
連続猟奇殺人事件の解決後、『月刊unknown』を創刊し、創刊号はツチノコ特集を組むと、こころに記事の執筆を命じる。

### 捜査一課
南十字初（みなみじゅうじ はじめ）〈45〉
演 - 新納慎也（第2話 - 最終話）
警部。漣の上司。未解決事件捜査班の暁と同期。
実は正体は地底人であったことが最終話で明かされる。
暁凛（あかつき りん）〈45〉
演 - MEGUMI（第3話・第5話 - 最終話）
こころが通うトレーニングジムでアルティメット・マッスル・コースで鍛える自称占い師。交際相手に28歳と年齢詐称している。
その正体は警視庁捜査一課未解決事件捜査班の刑事で、虎松の元妻。一条彪牙の行方を20年追っていた。
刑事
演 - 川井つと、神田聖司

### 春陽町商店街
世々塚幸雄（よよづか ゆきお）〈50〉
演 - 小手伸也
春陽三丁目交番に勤務する虎松の先輩警察官（巡査部長）。通称：よよさん。お節介な性格。バツ5。
20年前に発生した一家惨殺事件を捜査し、加害者の息子であった虎松とその時から交流を持つ。
一条が殺害された日、結婚式場で血を浴びたレインコートを着た人物が逃げていくのを目撃しており、その件で伊織に電話で相談する。しかし、こころが一条殺害の件で嫌疑不十分で釈放されると、加賀美からビルの屋上から突き落とされ、こころと虎松の背後に衝撃音と共に落下し、「犯人は吸血鬼を狙ってる」と言い残し絶命する。部屋に残した書置きで、虎松と漣に自分が吸血鬼であることを明かす。
五十嵐まつり（いがらし まつり）〈38〉
演 - ファーストサマーウイカ
「わっしょいクリーニング」を経営するシングルマザー。こころの飲み友達。
大五郎が釈放された日、クリーニング店で血を抜かれ、第5の殺人の被害者となる。
こころの自宅でたこ焼きパーティーが開かれた際、伊織と世々塚に自分が吸血鬼であることを告白していた。
五十嵐大五郎（いがらし だいごろう）〈18〉
演 - 曽田陵介（第2話 - 最終話）
まつりの息子。不登校のマイルドヤンキー。絵の才能を垣間見せる。
連続猟奇殺人の殺害予告と考えられる落書きを描いた人物と特定される。
第4の殺人事件が発生した4月13日の晩は、風浦港の倉庫で翌朝にかけて母の似顔絵を描いていたアリバイが確認された。
クリーニング店の前に血を浴びたレインコートが投棄されており、虎松に届け、その血が一条の血のものと鑑識の結果判明する。
母のまつり同様、自分が吸血鬼であることを、確認した虎松と漣に認める。また、こころが吸血鬼であることに感づいていた。
庭月源治（にわつき げんじ）〈60〉
演 - 酒向芳
居酒屋「どんぞこ」の店主。照れ屋で早とちり、情に厚くて下ネタ嫌い。元高校教師。一条彪牙とは同じ高校の同僚教師であった。
20年前、サッカーの部活で負傷した生徒が一家惨殺された宗像家の息子で、部の顧問であった一条がモンスターペアレントの宗像の両親から責任を取るよう恐喝され、最後は家族に危害を加えると口走るまで追い詰められていたと虎松に明かす。
庭月聖夜（にわつき せいや）〈33〉
演 - 長田成哉
「どんぞこ」の店員。源治のパートナー。ホスト風発言を連発し、憧れのローランドをマネして名言を生み出そうとする。
周囲から親子と思われていたが、源治とは高校時代の教師と生徒の関係で、後にパートナーとなる。
今福梅（いまふく うめ） / 梅ばあ〈75〉
演 - 木野花
駄菓子屋「うめぼし堂」の店主。商店街の重鎮。商店街の人々を愛し、揉め事に首を突っ込んでくる。
店舗兼住宅を失火で消失したため、五十嵐家の空き部屋に身を寄せる。
こころと逃亡する加賀美にアジ化ナトリウムを盛ったコロッケを渡し、こころの実家で彼女の母の伊織を襲撃し鉄棒で殴るが、海造に拘束され、警察に逮捕される。
元「まほろば太陽園」の職員で、幼少期の加賀美が両親が亡くなり落ち込んいたのを元気づけようと、両親は吸血鬼に殺されたと方便で嘘をついてしまい、彼が吸血鬼を憎しみ殺そうとする原因を作ってしまう。

大五郎の仲間
演 - 納谷健（第2話・第3話・第5話）、秋山遊楽（第2話・第3話・第5話）、神野幹暁（第2話・第3話・第5話）
大五郎とつるむ仲間。第4の殺人が行われた4月13日に、大五郎は家出して隠れ家にいたと虎松に教える。

### その他
一条彪牙（いちじょう ひゅうが）〈55〉
演 - 井浦新（第3話 - 最終話）
虎松の父親。高校教師。20年前に巻き起きた一家惨殺事件の容疑者。犯行後、吉ケ崎の崖から虎松と世々塚の目前で投身自殺を図る。
生存が確認され、こころと虎松のナイトウェディングにひっそりと現れたが、こころが連続殺人犯の加賀美に殺害されかけたのを助けようとして、アイスピックで刺殺されてしまう。

### ゲスト

#### 第1話
斉木
演 - 鈴木理学
こころのマンションの隣人。泥酔し元妻と以前住んでいたこころの部屋を訪れた虎松の免許証を見て、住所はこころの部屋だと教える。
滝澤
演 - 永野宗典
八百屋。「うめぼし堂」の近くで取材で張り込んでいたこころに、「うめぼし堂」の金庫を盗んだのはお前かと尋問してくる。
はるたそういち
演 - 小林篤弘
幼稚園児。幼稚園の屋外で園児のこころがかけていたサングラスを取り上げて、彼女を泣かせる（回想シーン）。
男子生徒
演 - 藤原聖
調理実習で調理した料理のニンニクをこころに味見させ、彼女を嘔吐させる（回想シーン）。
女子生徒
演 - 太田しずく、田島僚華、井上栞那
こころが飲んでいた水筒の血液をお茶と思い飲ませてほしいと取り上げようとしたため、彼女に突き飛ばされ、やり過ぎだと彼女のもとを離れていく（回想シーン）。
兄妹
演 - 鈴木楽、鈴木誉
買い物に出たが緑の怪獣のイラストが描かれた財布を落としたため、春陽三丁目交番を訪れた幼い兄妹。
今村春菜〈25〉
演 - 平山りの（第2話 - 第6話）
連続猟奇殺人の4人目の被害者。死亡推定時刻：2023年4月13日午後11時ごろ。死因：失血死。
街中のベンチで虎松を待っていたこころの隣のベンチに腰かけていた。
伊織の取材により、吸血鬼であったことが判明する。

#### 第3話
御島崎響太郎（みしまざき きょうたろう）
演 - 千葉雄大（友情出演）
テンションが異様に高い、ギャルウエディングプランナー。
司会者
演 - ムーディ勝山
海造と伊織の吸血鬼式結婚式の司会者。
エキサイト西田
演 - 豊ノ島
こころと加賀美が取材する、妻が妊娠中に元妻とコスプレ不倫するプロレスラー。
不倫を報道された報復に加賀美をナイフで刺すが、駆け付けた虎松に撃退される。
猪俣（いのまた）
演 - 吉田ウーロン太
漣の聞き取り捜査に、トンネルに落書きしていた人物の証言をするジョギング中の男性。
陣ノ内（じんのうち）
演 - 藏内秀樹
神社の男性。「わっしょいクリーニング」に持ち込まれた被害者・今村春菜の血痕の付着したハンカチは、商店街の景品として100個ほど作られたものと虎松の捜査で証言する。
萩野和哉〈享年25〉
演 - 田村健太郎（第5話・第6話・最終話）
連続猟奇殺人の1人目の被害者。死亡推定時刻：2018年4月4日午後8時ごろ。死因：失血死。
伊織の取材により、吸血鬼であったことが判明する。
加賀美とは高校時代の親友であったが、5年前、彼に吸血鬼であることを明かすと、両親を殺した吸血鬼を知らないかと質問され、知らないと答えると、スタンガンで襲撃された上アイスピックで刺殺される。

#### 第4話
座山道男（ざやま みちお）
演 - 志尊淳（友情出演）
こころの元相棒のカメラマン。ナイフで刺され負傷した加賀美のピンチヒッター。一切空気が読めない上に、ポンコツ。
渡邊
演 - 佐藤まんごろう
こころが確認した、20年前のニュース映像のリポーター。宗像さん一家殺害事件のニュースを犯行現場の宗像家の自宅前から伝える。
萩ノ山親方
演 - 仲田正道
こころと座山がスクープを狙う、焼肉屋で不倫デートしていた元横綱の相撲部屋の親方。
刑事
演 - 安藤広郎
20年前の回想シーンに登場する、宗像さん一家殺害事件を捜査する刑事。

#### 第5話
槇塚（まきづか）
演 - 関幸治
伊織の出演するニュース番組の解説。
男性
演 - 矢作マサル
「やれるクリーニング店」と噂を聞きつけ、「わっしょいクリーニング」に来店する。
画材店の店員
演 - 松本こうせい
第4の殺人事件が発生した4月13日に大五郎が来店し、カラースプレーを5本購入したと虎松の聞き取り捜査で証言する。
女性
演 - 土山茜
第4の殺人事件が発生した4月13日に、大五郎が歩道橋でベビーカーを運んでくれたと虎松の聞き取り捜査で証言する。

#### 第7話
記者
演 - 荒川浩平
結婚式場で一家惨殺事件の容疑者・一条彪牙が殺害され、凶器を所持していた女性（こころ）が現行犯逮捕されたニュースを雨の降る春陽警察署前から伝える。
佐古
演 - 佐藤貴史
ニュース番組のスタッフ。娘のこころが銃刀法違反で逮捕されたので、ニュース番組の出演は無理だと伊織に告げる。

#### 第8話
捜査員
演 - 神田青
連続殺人事件の捜査本部で、スマホの位置情報から、世々塚の死亡現場から逃亡したこころが「まほろば太陽園」の跡地にいると報告する。

#### 最終話
看護師
演 - 田中萌
加賀美がICUを抜け出したことを海造に伝える。
コメンテーター
演 - しゅはまはるみ
『深森伊織のモーニング8』で、加賀美が連続猟奇殺人の犯人として逮捕され、社会的に孤立した環境が怪物を生み出したのではないかとコメントするが、伊織から取材もせず、憶測でものを言うのはやめたほうが良いと忠告される。

## スタッフ
- 脚本 - 徳尾浩司[1]
- 音楽 - 河野伸[1]
- 主題歌 - RADWIMPS「KANASHIBARI feat.ao」（Muzinto Records / EMI）[44][45]
- 挿入歌 - ロザリーナ「I knew」（ソニー・ミュージックレコーズ）[46]
- 警察監修 - 石坂隆昌
- 医療監修 - 中澤暁雄
- 監督 - 瑠東東一郎[1]、金井紘[1]
- ゼネラルプロデューサー - 大江達樹（テレビ朝日）[1]
- プロデューサー - 貴島彩理（テレビ朝日）[1]、岡美鶴（アズバーズ）[1]
- 制作協力 - アズバーズ[1]
- 制作著作 - テレビ朝日

## 放送日程
| 各話                                                                        | 放送日  | サブタイトル                           | 監督       | 視聴率 |
| --------------------------------------------------------------------------- | ------- | -------------------------------------- | ---------- | ------ |
| 第1話                                                                       | 4月18日 | 秘密を抱えた“夫婦”の衝撃ラブサスペンス | 瑠東東一郎 | 7.6%   |
| 第2話                                                                       | 4月25日 | 愛することは信じること-?               | 瑠東東一郎 | 6.1%   |
| 第3話                                                                       | 5月02日 | 明かされる夫の秘密                     | 金井紘     | 6.2%   |
| 第4話                                                                       | 5月09日 | 夫は殺人犯の息子でした                 | 金井紘     | 5.6%   |
| 第5話                                                                       | 5月16日 | 雨の嫉妬キス-この中の誰かが死ぬ!       | 瑠東東一郎 | 5.2%   |
| 第6話                                                                       | 5月23日 | 血塗られた結婚式-死ぬのは誰だ!         | 瑠東東一郎 | 5.3%   |
| 第7話                                                                       | 5月30日 | 犯人は妻?それとも夫-?                  | 金井紘     | 6.0%   |
| 第8話                                                                       | 6月06日 | 殺人鬼の正体                           | 金井紘     | 6.9%   |
| 最終話                                                                      | 6月13日 | 全ての真相が明かされる!                | 瑠東東一郎 | 7.0%   |
| 平均視聴率 6.2%（視聴率はビデオリサーチ調べ、関東地区・世帯・リアルタイム） |         |                                        |            |        |

- 初回は21時 - 22時の6分拡大放送[2]。

## スピンオフドラマ
『unknown特別編「闇原家の知られざる愛のメモリー」』のタイトルで、動画配信サービス「TELASA」にて、5月9日の第4話放送終了後から配信中。全2話。
また、6月11日（10日深夜）よりテレビ朝日（関東ローカル）の「テラサってる?」枠で地上波初放送された。

### キャスト（スピンオフドラマ）
- 闇原伊織 - 麻生久美子[57]
- 闇原海造 - 吉田鋼太郎[57]
- 闇原ごん造（海造の父） - 吉田鋼太郎（1人2役）[57]
- 闇原こころ - 高畑充希[57]
- 朝田虎松 - 田中圭[57]
- 闇原漣 - 井上祐貴[57]

### スタッフ（スピンオフドラマ）
- 脚本 - 徳尾浩司[57]
- 監督 - 松下敏也、佐藤恵理子[57]
- ゼネラルプロデューサー - 大江達樹（テレビ朝日）
- プロデューサー - 貴島彩理（テレビ朝日）、岡美鶴（アズバーズ）
- 制作協力 - アズバーズ
- 制作著作 - テレビ朝日

### 配信日程（スピンオフドラマ）
| 各話 | 配信日  | 監督       |
| ---- | ------- | ---------- |
| 前編 | 5月09日 | 松下敏也   |
| 後編 | 5月16日 | 佐藤恵理子 |